# Fantasmi III - Lord of the Dead
Fantasmi III - Lord of the Dead (Phantasm III: Lord of the Dead) è un film del 1994, diretto da Don Coscarelli.
Il film è il secondo sequel di Fantasmi. Tra gli attori sono presenti, oltre a Reggie Bannister, già presente nei due film precedenti, A. Michael Baldwin e Bill Thornbury, che in Fantasmi II non erano presenti ma che erano presenti nel film originale.

## Trama
Quando il cimitero di Morningside (e anche la città) sembra aver ritrovato pace, la polizia rinviene il cadavere, decapitato, vicino all'entrata del cimitero, di uno gnomo maligno (proprio quello ucciso nel secondo capitolo). La notizia mette in allarme Mike e Reggie. Quest'ultimo sogna l'Uomo Alto ma, dopo alcune ricerche, sembra solo un brutto ricordo svanito almeno fino a quando una ventina di zombie iniziano a camminare per le strade della cittadina.
Presto Mike scoprirà che l'Uomo Alto è ancora vivo e, anzi, stavolta si è organizzato meglio. Dopo aver fatto sparire (nel vero senso della parola) il proprietario di un'agenzia di pompe funebri, con bare "piene" a sufficienza razziate dalle tombe dai suoi schiavi nani, ne prende il posto, gestendo l'agenzia e rianimando gli zombi, mentre le sentinelle lo proteggono.

## Produzione
Il film è costato circa 2.500.000 di dollari ed è stato girato fra il 7 gennaio 1993 e l'11 marzo dello stesso anno. Alcuni interni del cimitero furono girati in un vero cimitero, ovvero l'Angels Abby Mausoleum di Compton, in California.
Fu girato un finale alternativo mai utilizzato. In questo Reggie e Tim visitavano l'Alaska. Reggie scavava una piccola buca nel ghiaccio e Tim metteva nella buca un contenitore con dentro la sfera dorata del Tall Man. Reggie poi piazzava una placca di metallo sulla buca per sigillarla e sulla placca si leggeva "Qui giace il Tall Man. R.I.P.". Fatto questo Reggie diceva: "Ora tutto quello che abbiamo da fare è preoccuparci del riscaldamento globale"; quindi i due se ne andavano.
Oltre al ruolo del Tall Man, Angus Scrimm nel film compare nei panni del dottore che controlla il riflesso pupillare di Mike. L'infermiera che si vede a fianco è l'attrice Kathy Lester, la "Signora in Viola" di Fantasmi. Inoltre Jennifer Bross, la moglie di A. Michael Baldwin, compare in un cameo all'inizio del film nei panni di un'infermiera dietro la scrivania che accoglie Reggie.
Questo è il primo film della serie a fare uso di alcuni effetti digitali. Per la prima ed ultima volta nella serie si dà un nome ai nani incappucciati e alle sfere: i primi sono definiti "lurkers" (coloro che stanno in agguato, "burloni" nell'adattamento italiano), mentre le seconde sarebbero le "sentinels", (le sentinelle).

## Sequel
- Phantasm IV: Oblivion, regia di Don Coscarelli (1998)
- Phantasm: Ravager, regia di Don Coscarelli (2016)